# Stages (singel)
Stages - to drugi singel amerykańskiego zespołu ZZ Top, pochodzący z albumu Afterburner. Piosenka ta ma inny styl muzyczny niż pozostałe utwory na tym albumie i przypomina rockową power balladę.

## Teledysk
Teledysk wyreżyserował Jerry Kramer. W wideoklipie widzimy uszkodzonego satelitę, dryfującego w przestrzeni kosmicznej. Na ekranie, który jest umieszczony na nim, widać transmisję z koncertu zespołu. Na końcu pojawia lecący prom Eliminator oraz napis „Stay tuned...”.